# Rivulariáceas
As rivulariáceas (Rivulariaceae) são uma família de cianobactérias da ordem Nostocales que apresentam filamentos (tricomas) mais largos na base que vão diminuindo e são mais estreitos na extremidade.

## Géneros
- Amphithrix Bornet & Flahault, 1886
- Calothrix C.Agardh ex Bornet & Flahault, 1886
- Dichothrix Zanardini ex Bornet & Flahault, 1886
- Diplotrichia J.Agardh, 1842 (unaccepted)
- Gaillardotella Bory de Saint-Vincent ex Kuntze, 1898
- Gardnerula G.De Toni, 1936
- Gloeotrichia J.Agardh ex Bornet & Flahault, 1886
- Gloiotrichia J.Agardh, 1842
- Heteractis A.P.de Candolle, 1838
- Inomeria Kützing, 1845 (nomen dubium)
- Isactis Thuret ex Bornet & Flahault, 1886
- Mastigonema H.Schwabe ex A.B.Frank, 1886
- Monranoa P.González, 1947
- Primorivularia A.-S.Edhorn, 1973
- Rivularia C.Agardh ex Bornet & Flahault, 1886
- Rivulariopsis (Kirchner) Voronichin, 1923: sinónimo de Calothrix C.Agardh ex Bornet & Flahault, 1886
- Sacconema Borzì ex Bornet & Flahault, 1886
- Tildenia Kossinskaja, 1926
- Zonotrichites J.G.Bornemann, 1886